# 针绣挖花花边
针绣挖花花边，是文艺复兴时期一种带有网状小孔和方格图案的织物。可抽出织物的一些经纬纱，使留下的纱线呈规律间距，形成图案的基底；也可在织物上剪出空檔再用线编织，使之形成图案的基底。